# Kitchener-Sud—Hespeler
Pour les articles homonymes, voir Kitchener.
Pour la circonscription provinciale, voir Kitchener-Sud—Hespeler (circonscription provinciale).
Circonscription électorale fédérale du Canada
Kitchener-Sud—Hespeler ((en) Kitchener South—Hespeler) est une circonscription électorale fédérale canadienne située en Ontario.

## Géographie
Située dans le sud de l'Ontario, la circonscription consiste en une partie de la municipalité régionale de Waterloo incluant une partie des villes de Cambridge et de Kitchener.
Les circonscriptions limitrophes sont Kitchener—Conestoga, Kitchener-Centre, Wellington—Halton Hills-Nord et Cambridge.
En 2015, Les circonscriptions limitrophes étaient Kitchener—Conestoga, Kitchener-Centre, Wellington—Halton Hills et Cambridge.

## Historique
La circonscription de Kitchener-Sud—Hespeler est créée en 2013 à partir de Cambridge, Kitchener-Centre et Kitchener—Conestoga.
Lors du redécoupage électoral de 2022-2023, les limites de la circonscription restent les mêmes.

## Députés
| Législature                                                                                                | Années        | Député            | Parti | Parti        |
| --- | ------------- | ----------------- | ----- | ------------ |
| Kitchener-Sud—Hespeler issue d'une partie de Cambridge, Kitchener-Centre et Kitchener—Conestoga avant 2015 |               |                   |       |              |
| 42e | 2015–2019     | Marwan Tabbara    |       | Libéral      |
| 43e | 2019–2021     | Marwan Tabbara    |       | Libéral      |
| 44e | 2021–2025     | Valerie Bradford  |       | Libéral      |
| 45e | 2025–en cours | Matt Strauss (en) |       | Conservateur |

## Résultats électoraux
|       | Candidat           | Parti              | # de voix | % des voix |
|       | Marian Gagné       | Conservateur       | +17 544,  | 36,68 %    |
|       | (X) Marwan Tabbara | Libéral            | +20 215,  | 42,27 %    |
|       | Lorne Bruce        | NPD                | +07 440,  | 15,56 %    |
|       | David Weber        | Vert               | +01 767,  | 3,69 %     |
|       | Elain Baetz        | Marxiste-léniniste | +00091,   | 0,19 %     |
|       | Nathan Lajeunesse  | Parti libertarien  | +00772,   | 1,61 %     |
| Total | Total              | Total              | 47 829    | 100 %      |